# Gläsernes Heiliges

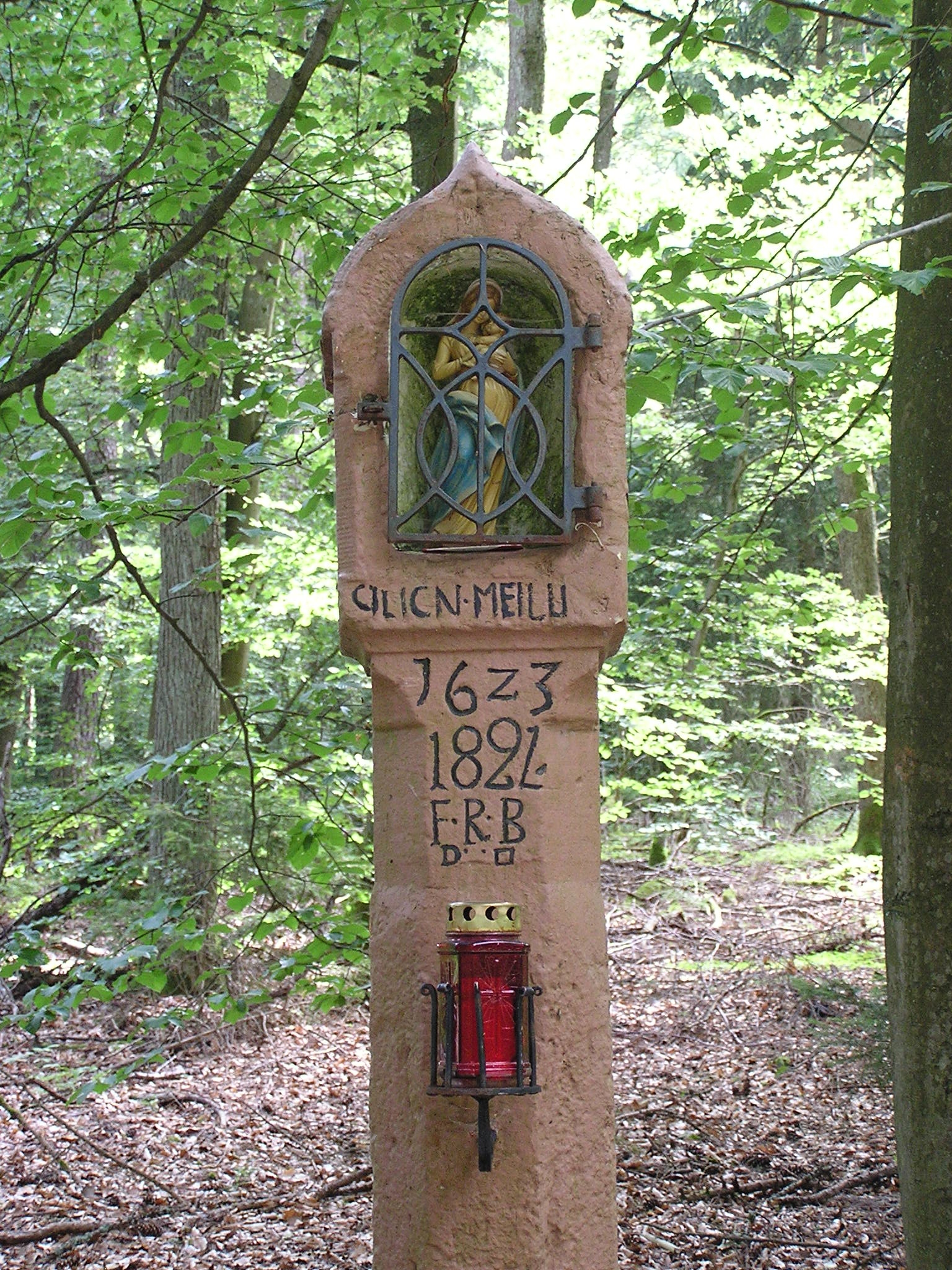
Gläsernes Heiliges

Das gläserne Heilige ist ein Bildstock aus Buntsandstein aus dem 17. Jahrhundert an einer Wegkreuzung in der Waldabteilung Glasbild 880 Meter westlich des Eichenbergs in der Nähe des unterfränkischen Frammersbach. Er trägt die rätselhafte, möglicherweise falsch nachgezogene Inschrift „CILICN MEILU“ und ist mit einer alten Sage verknüpft. An ihm soll der Kirchweg nach Lohrhaupten vorbeigeführt haben. Heute begegnen sich dort Wanderwege nach Frammersbach, die bayerische Schanz, Ruppertshütten und über das Katharinenbild nach Lohr und Neuendorf. Auch für Biketouren im Spessart ist es eine wichtige Landmarke.